# Parc d'État Baxter
Le parc d'État Baxter est un parc d'État située dans le centre-nord du Maine, dans le comté de Piscataquis.  Le parc de 828,53 km2 protège entre autres le mont Katahdin, l'un des plus hauts sommets de l'est du continent.  Il est aussi le terminus nordique du sentier des Appalaches.  Il porte le nom de son mécène Percival P. Baxter (1876-1969), gouverneur du Maine entre 1921 et 1925, qui a acquis en son nom personnel les terres du parc pour les donner à l'État entre 1931 et 1962.  Contrairement aux autres parcs d'État du Maine, il est géré par sa propre agence, le Baxter State Park Authority.  Il reçoit environ 60 000 visiteurs par années.

## Géographie
Le parc Baxter a un territoire de 847 km2 situé dans le territoire non-organisé de Northeast Piscataquis, lui-même localisé dans le comté de Piscataquis, à l'exception d'une petite section au nord-est située dans le territoire non-organisé de North Penobscot, dans le comté de Penobscot.

## Relief

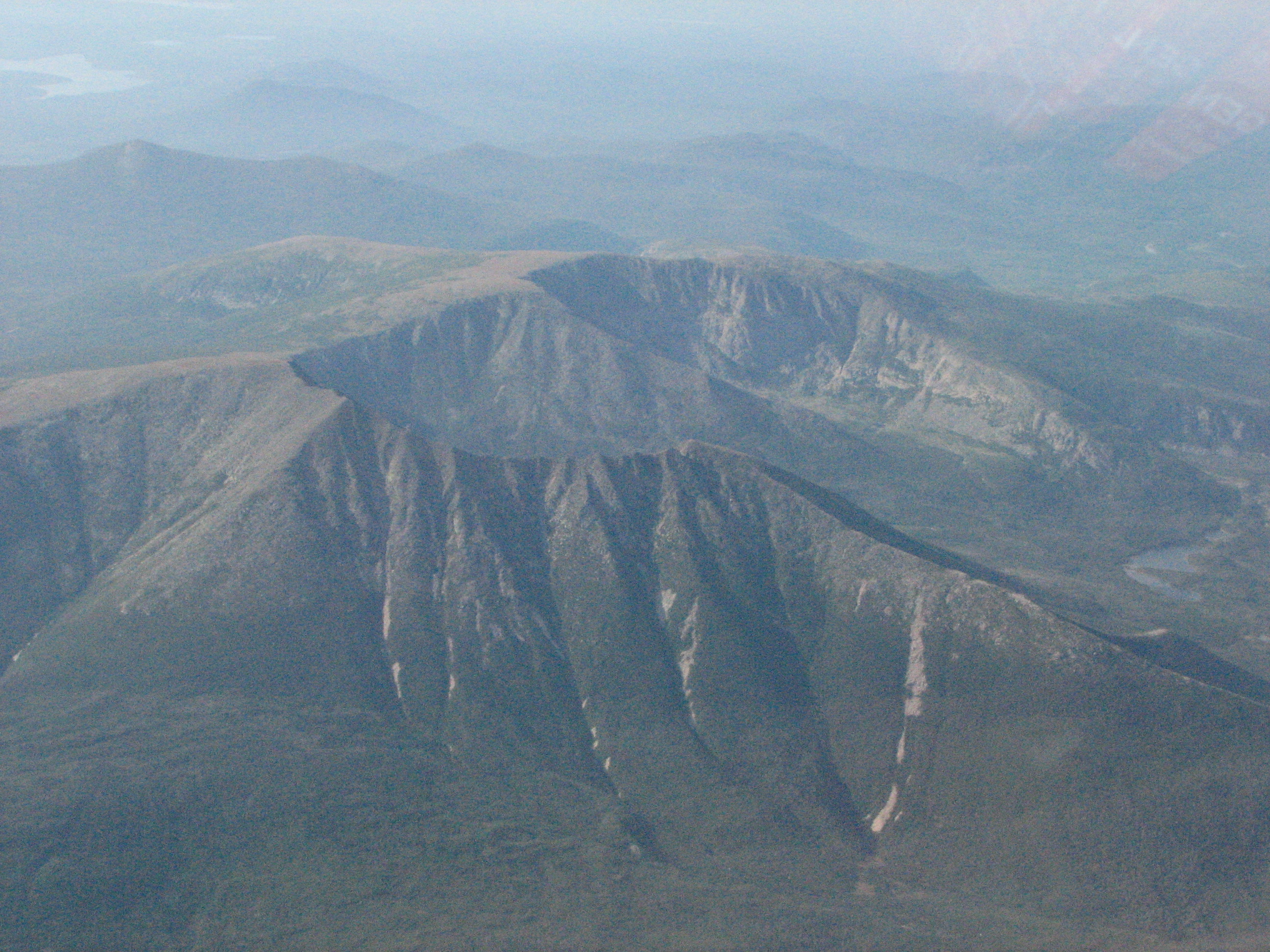
Vue aérienne du mont Katahdin

Le relief du parc est dominé par un massif au sud et une chaîne de montagnes au nord. Au centre-sud on retrouve le massif du mont Katahdin dont le sommet, le pic Baxter, se trouve à 1 606 m, ce qui en fait le point culminant de l'État du Maine. Plus au nord-est on retrouve la petite chaîne Traveler Range dont le sommet, The Traveler, culmine à 1 079 m. Le reste du parc est une plaine dont l'altitude varie entre 180 m et 300 m.

## Milieu naturel

### Faune
Les ongulés qui fréquentent le parc sont l'Orignal (Alces alces) et le Cerf de Virginie (Odocoileus virginianus).  Les carnivores que l'on retrouve dans Baxter sont l'Ours noir (Ursus americanus), la Loutre de rivière (Lontra canadensis), le Vison d'Amérique (Neovison vison), la Martre d'Amérique (Martes americana), le Pékan (Martes pennanti), la belette[Laquelle ?] (Mustela sp.), le Coyote (Canis latrans), le Lynx roux (Lynx rufus) et le Raton laveur (Procyon lotor).  Parmi les petits mammifères on retrouve le Castor du Canada (Castor canadensis), le Rat musqué (Ondatra zibethicus), la Marmotte commune (Marmota monax), le Lièvre d'Amérique (Lepus americanus), l'Écureuil gris (Sciurus carolinensis), l'Écureuil roux (Tamiasciurus hudsonicus), le Tamia rayé (Tamias striatus), le Polatouche (Glaucomys sp.), la souris[Laquelle ?], le campagnol[Lequel ?]  et le campagnol-lemming (Synaptomys sp.).